# Paraspadella
Paraspadella is een geslacht in de taxonomische indeling van de pijlwormen. Het dier behoort tot de familie Spadellidae. Paraspadella werd in 1986 beschreven door Salvini-Plawen.